# Austromegalomus brunneus
Austromegalomus brunneus is een insect uit de familie van de bruine gaasvliegen (Hemerobiidae), die tot de orde netvleugeligen (Neuroptera) behoort. 
Austromegalomus brunneus is voor het eerst wetenschappelijk beschreven door Esben-Petersen in 1935.